# 松崎詩織
松崎　詩織（まつざき　しおり、年齢不詳）、本名未発表、東京都出身の小説家。

## 来歴・人物
2006年（平成18年）の第四回幻冬舎アウトロー大賞特別賞を『フラジャイル』にて受賞（大賞は該当作なし）。デビュー作は、2006年（平成18年）6月の『教育実習生』（『フラジャイル』収録）。妖しく美しい独特の文体や耽美で倒錯的な官能表現を得意としながらも、切なくて涙するようなストーリーが特徴的。また、最後にどんでん返しがあるストーリーも作風と言える。
子供の頃に影響を受けたのは、シェイクスピアとヒチコック。
実際にシェイクスピアの名は、松崎作品にしばしば登場している。運命的な悲劇をメインテーマにした作品が多いのも、シェイクスピアの影響が感じられる。
毎週のように舞台を観ており、芝居に対する造詣も深い。劇団の役者との交友関係も広く、その縁で戯曲『クリスマスの奇跡』を執筆した。

## 作品

### 小説（書籍）
- 『教育実習生』幻冬舎アウトロー文庫（2006.6.8）
- 『双子の妹』幻冬舎アウトロー文庫（2006.12.6）
- 『くちづけ』幻冬舎アウトロー文庫（2007.4.12）
- 『残り香』幻冬舎アウトロー文庫（2007.12.6）
- 『欲望倶楽部』幻冬舎アウトロー文庫（2008.12.3）
- 『誘惑』幻冬舎アウトロー文庫（2009.6.10）
- 『恋人』幻冬舎アウトロー文庫（2010.6.5）
- 『ネトラレ』幻冬舎アウトロー文庫（2011.6.9）
- 『悲恋』幻冬舎アウトロー文庫（2013.2.10）
- 『甘美な秘密』イーストプレス悦文庫（2014.11.10）

### 小説（新聞連載）
- 『堕天使の指先』スポニチ（スポーツニッポン新聞社）（2008.8.1〜11.30）
- 『こいびと』スポニチ（スポーツニッポン新聞社）（2009.9.1〜12.30）

### 小説（電子コミックノベル）
- 『苦しくなるほど恋がしたい』コミックシーモア（NTTソルマーレ）（2014.5.1）
- 『愛してほしい』コミックシーモア（NTTソルマーレ）（2015.8.14）

### 脚本（演劇）
- 『クリスマスの奇跡』（イベント「百夜の雫」四谷天窓）主演川渕かおり（KAO=S）（2010.12.18）